# Politické strany v Rusku

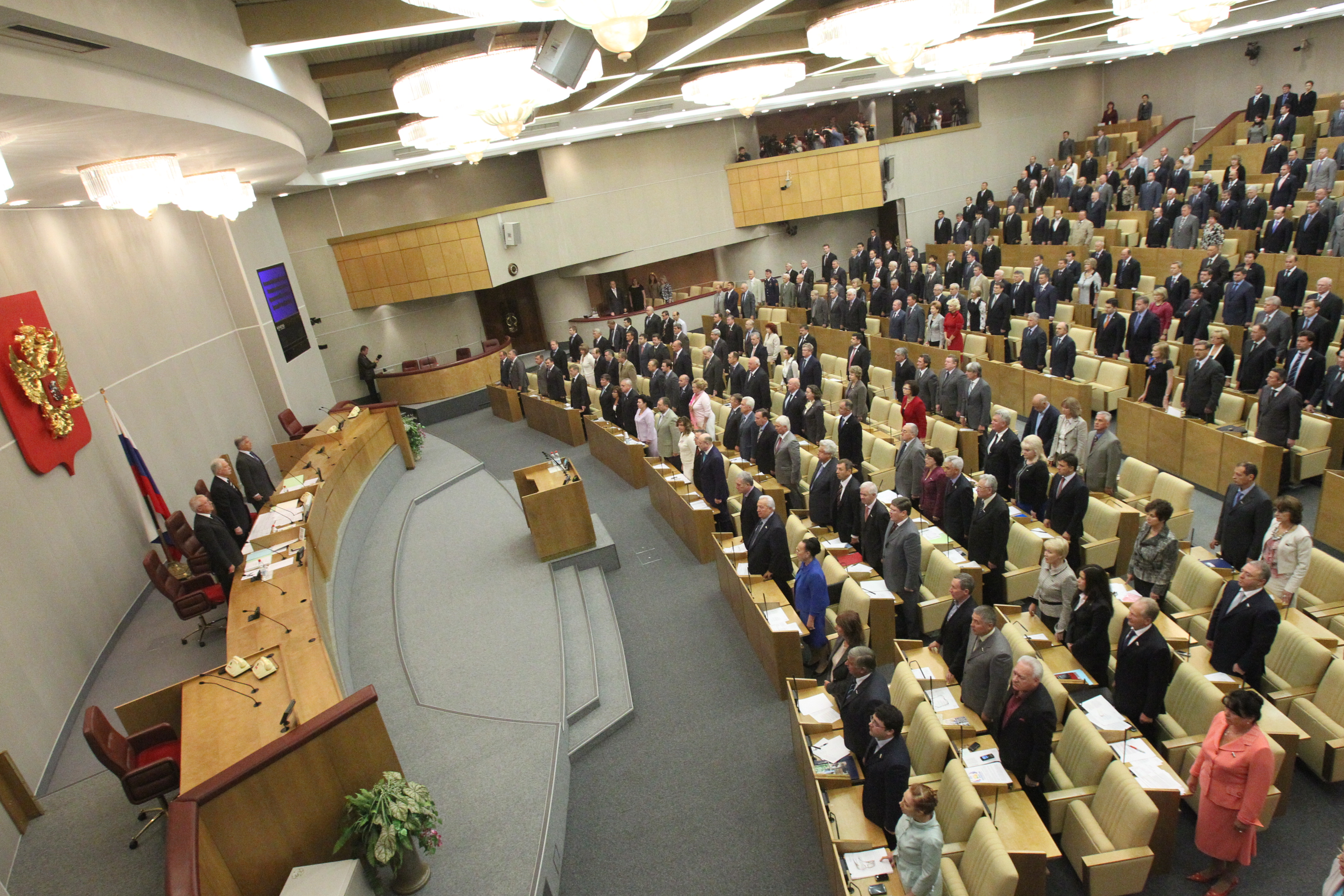
Státní duma

V Rusku jsou po parlamentních volbách 2011 ve Státní dumě zastoupené čtyři politické strany.

## Politické strany

### Strany v současné Dumě
- Jednotné Rusko - 49,32% hlasů, konzervatismus
- Komunistická strana Ruské federace - 19,19% hlasů, komunismus
- Spravedlivé Rusko - 13,24% hlasů, sociální demokracie
- Liberální demokratická strana Ruska - 11,67% hlasů, pravicový nacionalismus
- Noví lidé - liberalismus

### Ostatní strany
- Jabloko - 3,43% hlasů, sociální liberalismus
- Ruští patrioti - 0,97% hlasů, levicový nacionalismus
- Správná věc - 0,60% hlasů, neoliberalismus
- Agrární strana Ruska
- Občanská síla
- Svaz pravicových sil
- Ruská strana sociální spravedlnosti
- Svaz sociálních demokratů
- Ruští patrioti
- Nacionálně bolševická strana Ruska

### Historické strany
- Ruská sociálně demokratická dělnická strana
- Konstitučně demokratická strana
- Menševici
- Okťabristé
- Strana socialistů-revolucionářů
- Trudovici
- Komunistická strana Sovětského svazu
- Svaz ruského lidu
- Strana ruské obrody